# Gruzijska kaligrafija
Gruzijska kaligrafija (gruzijski ქართული კალიგრაფია) je vrsta kaligrafije pisana gruzijskim jezikom na trima gruzijskim pismima. 
Gruzija ima stoljetnu tradiciju kaligrafske škole. Rukom napisane knjige iz ranih stoljeća postale su kulturni i nacionalni fenomen u Gruziji. Kršćanstvo je igralo ogromnu ulogu u životu gruzijske književnosti otkako su Gruzijska pravoslavna Crkva i njezini redovnici doprinijeli gruzijskom pisanju stvarajući rukopise i sve povijesne zapise za gruzijsku naciju.
Svake godine 14. travnja Gruzija slavi "Dan gruzijskog jezika". Na taj se dan održavaju natjecanja u kaligrafiji, imenuju se pobjednici i dodjeljuju nagrade najboljim kaligrafima u Gruzijskom nacionalnom centru rukopisa.
Gruzijska kaligrafija aktivno se stvarala i izvan Gruzije .
Gruzijci su stvarali kaligrafska, vjerska i znanstvena djela na sljedećim mjestima:
- Bačkovski manastir u Bugarskoj
- Manastir Iviron na Svetoj Gori u Grčkoj
- Manastir Časnog Križa u Izraelu
- Manastir Mar Saba u Jeruzalemu
- Samostan svete Katarine na Sinaju
- Antiohija i Konstantinopol

Unutar Gruzije, Kraljevina Iberaca kao kulturno središte države iznjedrila je najizvrsnije majstore gruzijske kaligrafije, umjetnosti, književnosti i arhitekture.